# Effet de projecteur
L'effet de projecteur ou effet spotlight est un biais cognitif qui produit chez l'individu la croyance d'être davantage remarqué par autrui qu'il ne l'est réellement. Dans la mesure où celui-ci est constamment au centre de son propre monde, celui-ci est difficilement en mesure d'avoir une appréciation précise de l'importance de l'attention qui lui est accordée. L'effet projecteur s'explique par la tendance innée à oublier que même si l'on est le centre de son propre monde, on n'est pas celui d'autrui. Cette tendance est particulièrement accentuée lorsque l'on fait quelque chose d'atypique.
Les recherches menées sur le sujet ont montré qu'une telle surestimation de l'attention que l'on nous porte est très courante. 

## Histoire
Le terme « effet de projecteur » a été forgé par Thomas Gilovich et Kenneth Savitsky. Le phénomène a fait sa première apparition dans le monde de la psychologie sociale en 1999 dans la revue Current Directions in Psychological Science. Même si l'on avait alors mis un nom sur cet effet pour la première fois, ce n'était pour autant pas la première fois qu'il avait été décrit. D'autres études réalisées avant 1999 ont mis en lumière des phénomènes semblables à l'effet de projecteur que Gilovich et Savitsky ont décrit. Thomas Gilovich a étudié ce phénomène durant de nombreuses années et a publié d'autres articles de recherche dans les années précédant ses travaux avec Savitsky. Dans son étude avec ce dernier, il a rassemblé les diverses tendances qu'il avait précédemment observées afin de décrire l'effet projecteur. Gilovich n'est pas le seul à avoir remarqué ce phénomène. En 1993, David Kenny et Bella De Paulo ont mené une étude qui interrogeait des individus sur la connaissance du regard que l'on portait sur eux. Kenny et DePaulo pensaient que ces individus allaient estimer ce jugement en se basant sur leurs propres perceptions d'eux-mêmes. L'étude a montré que la vision que les individus ont du regard que l'on porte sur eux diffère de ce que l'on pense réellement d'eux.

### Liens avec d'autres concepts psychologiques
L'effet de projecteur est une extension de plusieurs phénomènes psychologiques. Parmi ceux-ci, le phénomène connu sous le nom d'ancrage et d'ajustement, qui suggère que les individus utiliseront leurs propres sentiments d'anxiété internes et l'auto-représentation qui les accompagne comme repère, ce qui est assez erroné puisque les autres n'ont pas connaissance de ces sentiments. Par conséquent, ils surestiment la mesure dans laquelle leur anxiété est évidente pour les spectateurs. En fait, Clark et Wells (1995) suggèrent que les personnes socialement phobiques entrent dans des situations sociales dans un état d'auto-concentration accru, où leurs émotions sont particulièrement intenses. Cet état d'auto-concentration fait qu'il est difficile pour les individus de dissocier la connaissance de soi publique de celle privée. Ils ont donc tendance à penser que c'est la même chose.
Un autre phénomène assez proche est celui du faux-consensus. L'effet de faux consensus se produit lorsque des individus surestiment la mesure dans laquelle les autres partagent leurs opinions, attitudes et comportements. Cela conduit à une fausse conclusion qui va augmenter l'estime de soi de quelqu'un. L'effet du faux consensus est la théorie opposée à l'effet de fausse perception d'unicité, qui est la tendance de quelqu'un à sous-estimer la mesure dans laquelle les autres partagent les mêmes attitudes et comportements positifs. Chacun de ces effets peut être appliqué à l'effet de projecteur.
Le biais « self-as-target » est un autre phénomène étroitement lié à l'effet de projecteur. Ce concept décrit le fait qu'un individu croit que les événements sont dirigés de manière disproportionnée vers lui-même. Par exemple, si un élève avait un devoir à faire en classe et qu'il ne l'a pas fait comme correctement, l'élève peut commencer à paniquer et penser que, simplement parce qu'il ne l'a pas bien fait, l'enseignant le saura et lui demandera ce qu'il a répondu,.
L'illusion de la transparence (parfois appelée l'illusion de transparence de l'observateur), qui est la tendance des gens à surestimer le degré de connaissance de leur état mental personnel par les autres, est également proche de l'effet de projecteur. Une autre manifestation de l'illusion de transparence est la tendance des gens à surestimer leur compréhension des états mentaux personnels des autres. Ce biais cognitif est similaire à l'illusion d'un aperçu asymétrique, dans lequel les gens perçoivent leur connaissance des autres comme supérieures aux connaissances que les autres sur eux-mêmes.
D'autres concepts apparentés sont le biais égocentrique, l'encodage auto-référentiel, l'effet d'auto-référence et les idées de référence et les illusions de référence.

## Recherche
L'effet de projecteur joue un rôle important dans de nombreux aspects différents de la psychologie et de la société. Principalement, la recherche sur ce phénomène a été lancée par quatre personnes : Thomas Gilovich, Kenneth Savitsky, Victoria Medvec et Thomas Kruger. Les axes principaux de leurs travaux de recherche gravitent autour des jugements sociaux, la saillance des contributions individuelles, les actions des individus, et la manière dont les individus croient que les autres les perçoivent.

### Jugement social et saillance
En matière de jugement social, l'embarras influe considérablement sur le degré auquel l'effet de projecteur se manifeste. Les recherches de Gilovich, Kruger et Medvec ont indiqué que certaines situations dans lesquelles des éléments embarrassants sont perceptibles, comme un t-shirt atypique, augmentent la mesure dans laquelle un individu ressent l'effet de projecteur. Le moment de l'exposition au cours d'une situation embarrassante perceptible joue également un rôle dans la gravité de l'effet de projecteur. Si l'exposition est immédiate, l'effet de projecteur augmente significativement dans les scénarios de prise de décision. Cependant, l'exposition différée diminue l'intensité de l'effet de projecteur.
La pertinence des idées et des contributions importantes au sein d'un groupe sont des aspects supplémentaires du jugement social qui sont affectés par l'effet de projecteur. Les individus ont tendance à surestimer la mesure dans laquelle leurs contributions ont un impact sur ceux qui les entourent. Dans un contexte de groupe, ces contributions sont considérées par l'individu comme étant plus significatives que les contributions des membres de leur groupe et que les autres membres croient la même chose sur les contributions de cet individu.

### Actions et perceptions
Les actions des individus et la manière dont ils croient que les autres perçoivent leur performance jouent également un rôle important dans la recherche sur l'effet de projecteur. Gilovich, Medvec et Savitsky ont approfondi cette idée. Dans des situations impliquant de grands groupes interactifs, comme des échanges entre étudiants ou une compétition sportive, l'attention est partagée, se concentrant d'une part sur l'individu et d'autre part sur les actions du groupe. L'incapacité d'identifier l'attention partagée conduit les individus à surestimer la probabilité que leurs pairs les perçoivent mal.
Les recherches de Gilovich, Medvec et Savitsky se poursuivent actuellement, mais concluent déjà que dans les situations impliquant un spectateur dont le seul but est d'observer, l'importance de l'effet de projecteur n'est pas surestimée parce que l'attention du public est effectivement centrée sur la performance individuelle.